# L'Enlèvement (film, 1917)
Pour les articles homonymes, voir Bliss et L'Enlèvement.
L'Enlèvement (Bliss) est un film américain réalisé par Alfred J. Goulding et sorti en 1917.
Il était considéré comme perdu jusqu'à ce qu'il soit retrouvé en 1978 à Dawson City.

## Fiche technique
- Réalisation : Alfred J. Goulding
- Scénario : H. M. Walker
- Production : Hal Roach
- Photographie : Walter Lundin
- Montage : Della Mullady
- Musique : Borodin et Bach
- Durée : 12 minutes
- Date de sortie :
  - États-Unis :14 octobre 1917

## Production
Le film a été tourné aux Hal Roach Studios à Culver City, Californie.

## Distribution
- Harold Lloyd : Harold
- Snub Pollard : Snub
- Bebe Daniels : la fille
- Gus Leonard
- Belle Mitchell